# Fairfield (Vermont)
Fairfield è una cittadina statunitense di 1 919 abitanti dello stato del Vermont, Contea di Franklin.